# صرة نقود
صُرّة النقود أو الجِزْدان أو الصَّفْنَة هو كيس نقود صغير مخصص لحمل النقود المعدنية، وتُسمى أحيانًا محفظة نقود.

## تاريخ
عُثر على أقدم محفظة معروفة لدى أوتزي رجل الجليد الذي عاش حوالي عام 3300 قبل الميلاد. وهناك أمثلة مدونة بالهيروغليفية المصرية تُظهر جيوبًا تُلبس حول الخصر.
في أوروبا، غالبًا ما كانت تُشير إلى المكانة الاجتماعية بناءً على التطريز وجودة الحقيبة.
في القرن الخامس عشر، كان كلٌّ من الرجال والنساء يرتدون حقائب اليد، وكانت غالبًا ما تُطرَّز ببراعة أو تُزيَّن بالذهب، وكان من المعتاد أيضًا أن يُهدي الرجال لعرسانهم حقائب يد مطرزة برسومات لقصص حب.
في القرن السابع عشر، أصبحت الحقائب أكثر تعقيدًا وإتقانًا. وتعلمت الفتيات مهارات مثل التطريز والخياطة التي تساعدهن في العثور على زوج. وقد أدت هذه المهارات إلى ظهور أعمال فنية مطرزة على الحقائب. وحوالي عام 1670م، صُنعت سراويل الرجال بجيوب مدمجة، مما دفعهم إلى التوقف عن حمل الحقائب،. ومع ذلك، فقد حملوا حقائب صغيرة شبكية في جيوبهم لحمل النقود. 